# Ulf Kämpfer

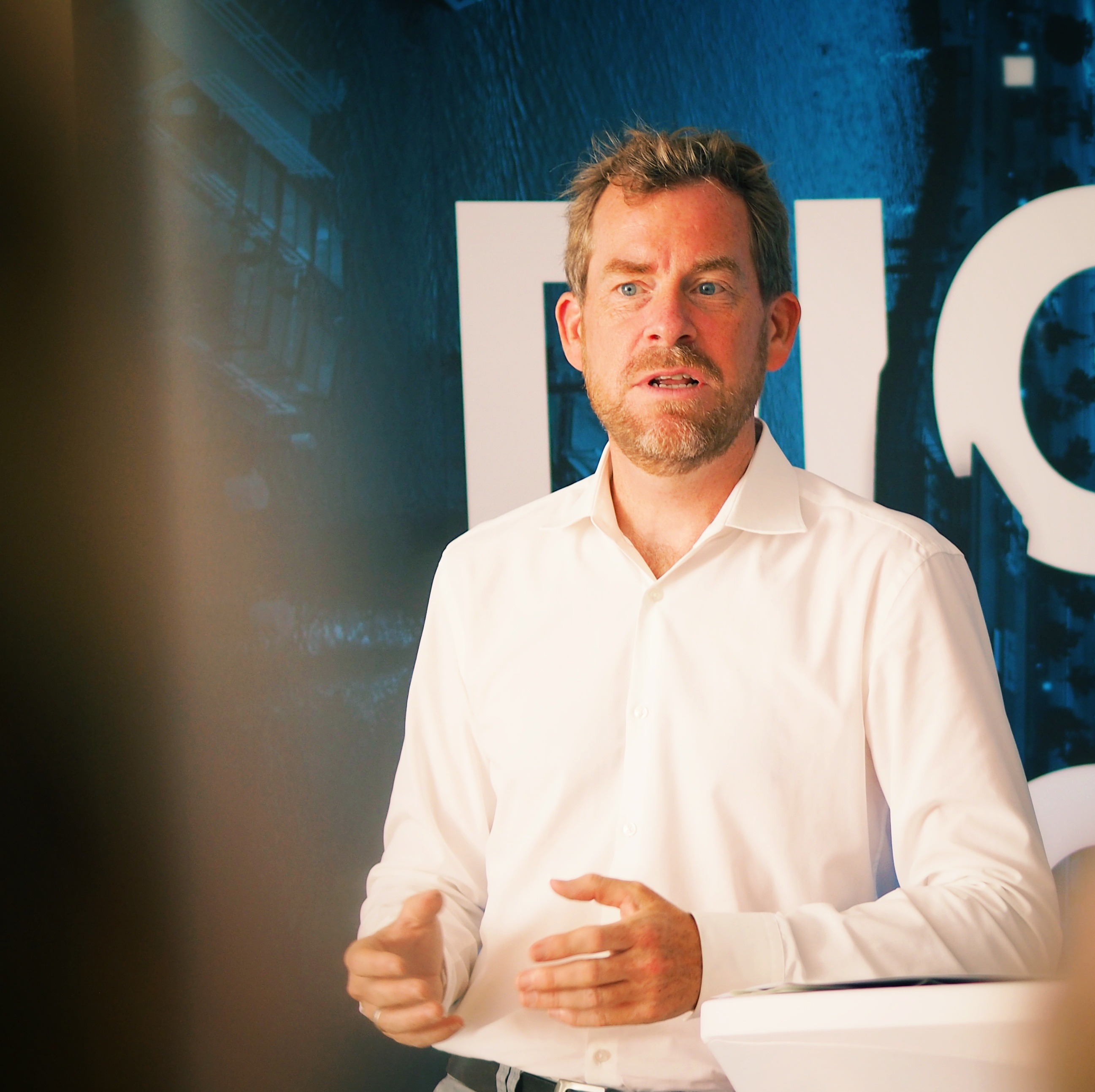
Ulf Kämpfer (2022)

Ulf Kämpfer (* 16. Juni 1972 in Eutin) ist ein deutscher Jurist und Politiker der SPD. Seit April 2014 bekleidet er das Amt des Oberbürgermeisters der schleswig-holsteinischen Landeshauptstadt Kiel. Zudem ist Kämpfer stellvertretender Präsident des Deutschen Städtetags.

## Herkunft und Werdegang
Kämpfer absolvierte sein Abitur 1991 in Plön, Schleswig-Holstein. Sein Vater arbeitete als Angestellter im Landhandel und war Gemeinderat für die CDU im Kreis Plön. Kämpfer engagierte sich früh in der evangelischen Kirche. Nach dem Abitur und dem Zivildienst studierte er von 1993 bis 1998 Rechtswissenschaft und Philosophie an der Georg-August-Universität Göttingen und der University of Galway in Irland, mit Studiensemestern im US-Bundesstaat New York und Berlin.
Kämpfer bestand seine Erste juristische Prüfung 1998 und arbeitete anschließend zwei Jahre lang als wissenschaftlicher Mitarbeiter für den SPD-Abgeordneten Michael Bürsch im Deutschen Bundestag. Nach weiteren Studien an der Humboldt-Universität Berlin und der Columbia University in New York City wurde er 2003 mit einer rechtsvergleichenden Dissertation über Die Selbstbestimmung Sterbewilliger: Sterbehilfe im deutschen und amerikanischen Verfassungsrecht in Berlin zum Dr. jur. promoviert. 2004 bestand er auch die Zweite juristische Prüfung.
Kämpfer trat 1986 im Alter von vierzehn Jahren der Jungen Union bei, verblieb dort jedoch nur für einen kurzen Zeitraum.
Im Jahr 1996 trat er während seines Studiums in Göttingen der SPD bei. In dieser Zeit engagierte er sich in der Juso-Hochschulgruppe an seiner Universität. Von 2004 bis 2005 arbeitete Kämpfer im Umwelt- und Landwirtschaftsministerium und von 2005 bis 2007 im Justizministerium des Landes Schleswig-Holstein. 2008 trat er in den Justizdienst und wurde 2010 zum Richter am Amtsgericht Kiel ernannt. Vor seiner Ernennung zum Staatssekretär am 12. Juni 2012 war er vom Amtsgericht Kiel an das Oberlandesgericht Schleswig abgeordnet.
Von 2012 bis 2014 war Kämpfer Staatssekretär im Ministerium für Energiewende, Landwirtschaft, Umwelt und ländliche Räume des Landes Schleswig-Holstein.

## Oberbürgermeister von Kiel
Nach dem Rücktritt der vorherigen Amtsinhaberin Susanne Gaschke trat Ulf Kämpfer im März 2014 als Kandidat für das Amt des Oberbürgermeisters von Kiel an. Unterstützt von einer Findungskommission aus SPD, Grünen und SSW wurde er bei der Wahl am 23. März 2014 im ersten Wahlgang mit 63,1 % der Stimmen zum neuen Kieler Oberbürgermeister gewählt. Am 22. April 2014 trat er sein Amt an. Seine Kandidatur für eine zweite Amtszeit im Jahr 2019, unterstützt von den gleichen Parteien sowie der FDP, führte zu seiner Wiederwahl mit 65,8 % der Stimmen im ersten Wahlgang. Seine aktuelle Amtszeit, die am 22. April 2020 begann, ist auf sechs Jahre festgelegt. Für eine dritte Amtszeit als Oberbürgermeister wird er laut eigener Bekanntmachung vom 27. August 2024 nicht mehr kandidieren.
In der Kieler Stadtverwaltung fällt neben den Aufgaben als Oberbürgermeister auch das Dezernat Zentrale Steuerung, Leitlinien und Wirtschaft in Kämpfers direkte Zuständigkeit. Seit dem 15. November 2022 ist Kämpfer außerdem Präsident des Verbands kommunaler Unternehmen.

## Persönliches
Kämpfer wohnt mit seiner Ehefrau, der Grünen-Politikerin und ehemaligen Staatssekretärin Anke Erdmann, und dem gemeinsamen Sohn in Kiel-Hassee.

## Schriften
- Die Selbstbestimmung Sterbewilliger. Sterbehilfe im deutschen und amerikanischen Verfassungsrecht (= Schriften zum internationalen Recht. Bd. 154). Duncker und Humblot, Berlin 2005, ISBN 3-428-11772-7 (zugl.: Dissertation, Humboldt-Universität zu Berlin, Berlin 2004).